# Acronicta lilacina
Acronicta lilacina är en fjärilsart som beskrevs av George Francis Hampson 1914. Acronicta lilacina ingår i släktet Acronicta och familjen nattflyn. Inga underarter finns listade i Catalogue of Life.